# Excalibur Almaz
Excalibur Almaz — частная космическая компания, которая планирует предоставлять услуги орбитального космического туризма и создать испытательные стенды для проведения экспериментов в условиях микрогравитации на орбите. Компания создана в 2005 году. Компания надеялась начать полеты в 2012 и с 2013 рассчитывала предложить своим клиентам недельное путешествие на космическую станцию, собранную из советских модулей.

## История
В июне 2012 года компания провела презентацию в Британским Королевским обществом аэронавтики и объявила, что уже в 2015 году планирует начать туристические космические полеты с облётом вокруг Луны.
В марте 2016 года было объявлено о планах переоборудовать оборудование в образовательную экспозицию из-за нехватки средств.

## Компания
Excalibur Almaz основана в Дуглас, остров Мэн, с офисами в Хьюстоне и Москве. Компания владеет своим кораблем, но заключает контракты по предоставлению экспертных услуг, включая работы по модернизации, запуска, контроля и восстановления. Основатели компании: генеральный директор и эксперт по космическому праву Артур М. Дула и ветеран коммерциализации космоса Бакнер Хайтауер. Главный инженер операций корабля Лерой Чиао — астронавт NASA и командир МКС.

### Сферы деятельности компании
- Разработка и производство систем корабля.
- Разработка и производство систем ракеты-носителя.
- Запуск пилотируемых орбитальных космических аппаратов и космических станций.
- Аэрокосмический, экспортный контроль и права интеллектуальной собственности.
- Международная торговля и экономика.
- Корпоративные операции и большое управление проектами.
- Международная коммерциализация и продажи.
- Корпоративные финансы и большое стратегическое бизнес-планирование.
- Производство и оборудование современных материалов для аэрокосмической отрасли.